# Notogomphus kilimandjaricus
Notogomphus kilimandjaricus är en trollsländeart som först beskrevs av Sjöstedt 1909.  Notogomphus kilimandjaricus ingår i släktet Notogomphus och familjen flodtrollsländor. IUCN kategoriserar arten globalt som livskraftig. Inga underarter finns listade i Catalogue of Life.